# Fireman Glacier
Fireman Glacier är en glaciär i Antarktis. Den ligger i Östantarktis. Nya Zeeland gör anspråk på området. Fireman Glacier ligger 1 805 meter över havet.
Terrängen runt Fireman Glacier är varierad.  Trakten är obefolkad. Det finns inga samhällen i närheten. 